# Molleindustria
Paolo Pedercini (nacido en 1981),también conocido bajo el seudónimo de Molleindustria, nombre de su sitio web, es un diseñador de juegos italiano conocido por crear videojuegos de navegador Flash basados en puntos de vista sociopolíticos provocativos de izquierda, sobre temas como la flexibilidad laboral y la teoría queer, en oposición explícita a la industria de los videojuegos convencional. Es conocido por juegos como Queer Power, Faith Fighter y McDonald's Video Game. Los juegos a menudo se ofrecen como software gratis bajo una licencia No Comercial Creative Commons.

## Obra y activismo
En 2003, Pedercini lanzó Molleindustria, una plataforma para videojuegos políticamente activos, junto con un manifiesto. El manifiesto describía a Molleindustria como la «teoría y práctica del conflicto blando – furtivo, viral, guerrillero, subliminal – a través y dentro de los videojuegos».
En junio de 2007, el juego Operazione: Pretofilia (Operación: Preladofilia), inspirado en el controvertido documental de la BBC Sex Crimes and the Vatican, fue eliminado del sitio de Pedercini después de una cuestión de orden en el Parlamento italiano llamada «Contramedidas a los delitos religiosos».
En abril de 2009, Pedercini inicialmente cedió a las quejas de la Organización para la Cooperación Islámica eliminando Faith Fighter de su sitio, pero luego publicó una nueva versión que le da al jugador la posibilidad de elegir entre una versión completa y una censurada. Posteriormente, Pedercini comenzó a producir una secuela simulada que sarcásticamente pretende promover el pluralismo religioso y la tolerancia religiosa. Ambos juegos han sido nuevamente puestos en el sitio web.
En septiembre de 2011, Pedercini lanzó un juego llamado Phone Story para teléfonos inteligentes que fue rápidamente prohibido en la iTunes Store de Apple. Phone Story se centró en lo que Pedercini consideraba el «lado oscuro» de la fabricación de teléfonos inteligentes. Cuando Apple prohibió el juego, lo lanzó para el mercado Android.
Con motivo del décimo aniversario de Molleindustria, el manifiesto original fue traducido por primera vez al inglés.

## Juegos
- Tamatipico (2003) – un juego basado en la vida de un trabajador. El juego fue producido en apoyo del referéndum italiano de 2003, que se refería a los derechos de los trabajadores.
- Tuboflex (2003) – un juego basado en la necesidad de recursos humanos versus las demandas del trabajo flexible.
- Orgasm Simulator (2003): un juego basado en cómo las mujeres a veces fingen orgasmos.
- Mayday Net Parade (2004): un desfile virtual por el Primero de Mayo, compuesto por trabajadores precarios.
- Queer Power (2004): un juego basado en cómo las personas queer cambian los roles de género en un entorno sexual.
- McDonald's Video Game (2005): un juego basado en cómo funciona la industria de la comida rápida.
- Operation: Pedopriest (2007) – un juego basado en los casos de abuso sexual de la Iglesia católica.
- Faith Fighter (2008) – un juego basado en una visión satírica de la intolerancia religiosa.
- The Free Culture Game (2008): un juego basado en la lucha entre la cultura libre y las leyes de derecho de autor.
- Oiligarchy (2008) – Un juego sobre cómo funciona la industria petrolera, basado libremente en la teoría del peak oil.[11]
- Every Day the Same Dream (2009): un juego sobre la corta existencia, la alienación y el rechazo del trabajo.
- To My Favourite Sinner (2009): un juego cooperativo ambientado en el infierno. Este juego fue relanzado por LA Game Space en 2013.
- Ergon/Logos (2009) – poesía visual no lineal.
- Memory Reloaded (2010): un juego basado en problemas recientes del mundo.
- Run Jesus Run (2010) – «El evangelio de los diez segundos».
- Leaky World (2010) – un juego basado en los problemas de WikiLeaks.
- Inside a Dead Skyscraper (2010): un juego sobre los ataques atentados del 11 de septiembre de 2001 al World Trade Center.
- Phone Story (2011): un juego que analiza el mundo oculto de la fabricación de teléfonos inteligentes, en particular en relación con los suicidios en Foxconn.
- Unmanned (2012): un juego sobre la vida de un piloto de un dron no tripulado. Ganó el premio del Gran Jurado en IndieCade 2012.[12]
- The Best Amendment (2013): un juego que contrarresta el argumento de Wayne LaPierre, presentado a raíz de la masacre en la Escuela Primaria de Sandy Hook, de que «lo único que detiene a un tipo malo con un arma es un tipo bueno con un arma».[13]
- To Build A Better Mousetrap (2014): un juego que explora el aumento de la automatización en la fuerza laboral y sus efectos en los trabajadores (y las ganancias).
- TrademarkVille (2014): un juego de adivinanzas de palabras en el que no se permiten palabras registradas. Una crítica al abuso de marca registrada publicada a raíz del intento de King de registrar la palabra candy («caramelo»). Desarrollado en colaboración con Mikhail Popov.[14][15]
- Nova Alea (2016) – Un juego sobre las fuerzas que dan forma a las ciudades.
- A short history of the Gaze (2016) – un ensayo visual sobre la realidad virtual.
- The Ills of Woman (2018): un falso juego de operaciones victoriano.
- A Prison Strike (2018): un juego sobre la huelga carcelaria en los Estados Unidos de 2018.
- Guilty Smells (2019): un juego en el que el jugador asume el papel de un perro rastreador del «Departamento de Cumplimiento de la Dieta Estadounidense».
- Lichenia (2019): un juego de construcción de ciudades de final abierto creado en torno a la  sostenibilidad.
- Democratic Socialism Simulato (2020): un videojuego de simulación política similar a Reigns, que tiene como objetivo resaltar los desafíos y obstáculos que enfrentaría una administración presidencial como la de Bernie Sanders.[15]
- Green New Deal Simulator (2023): un juego de construcción de mazos centrado en mitigar las emisiones de gases de efecto invernadero mientras se equilibra un presupuesto.
- The New York Times Simulator (2024): un videojuego de noticias en el que el jugador asume el papel del editor de The New York Times y busca un equilibrio entre ganar lectores y mantener contentos a los grupos de interés.